# ТА-35
ТА-35 (Тель-Авив-35 ивр. תל אביב 35‎) — флагманский Израильский фондовый индекс Тель-Авивской фондовой биржи. В индекс включаются 35 крупнейших по капитализации компаний из списка компаний, включённых в фондовый индекс ТА-125. 
Ранее был известен как «Индекс Маоф» (ивр. מדד המעו"ף‎; Индекс «Фьючерсы и финансовые инструменты»), а позднее, до середины февраля 2017 года, как «Индекс Тель-Авив 25».
Индекс представляет собой инструмент для быстрого обзора изменений состояния фондового рынка. Акции компаний, входящих в данный индекс, активно торгуются на Тель-Авивской фондовой бирже. Благодаря интересу инвесторов к индексу, его акции обладают конкурентным преимуществом по сравнению с другими акциями на фондовой бирже.
Индекс Тель-Авив 35 считается «народным индексом», так как большая часть инвестиций неискушенного в экономике населения, которые стремятся напрямую инвестировать в фондовую биржу, осуществляется через акции индекса TA-35 (ранее TA-25). Это связано с тем, что индекс считается относительно солидным в глазах общественности, в основном из-за того, что в индекс входят такие гигантские компании, как Тева и акции Израильских банков. На 2010 общая рыночная стоимость акций TA-25 около 520 млрд шекелей, что составляло примерно две трети стоимости всех акций и конвертируемых ценных бумаг на Тель-Авивской фондовой бирже.

## История
В августе 2015 года Тель-Авивская фондовая биржа объявила, что рассматривает возможность включить в индекс акции 35 крупнейших израильских компаний вместо 25 — в попытке улучшить стабильность и снизить риск для трекеров и стимулировать иностранные инвестиции.. В январе 2016 года она издала подробный план реформирования, в августе 2016 года объявила о начале реформы с 9 февраля 2017 года. Индекс был расширен 12 февраля 2017 года.